# Vladimir Gončarov
Vladimir Olegovič Gončarov (in russo Владимир Олегович Гончаров?; Krasnojarsk, 9 giugno 1990) è un giocatore di calcio a 5 russo.

## Carriera
Come pivot, Gončarov è stato convocato nella Russia Under-21, paese organizzatore dello Campionato europeo di calcio a 5 Under-21 2008. Con la selezione russa ha vinto la medaglia d'oro laureandosi campione d'Europa.